# كوارا يونايتد
نادي كوارا يونايتد لكرة القدم (بالإنكليزية: Kwara United Football Club) هو نادي كرة قدم نيجيري وهو نادي أساسي في نيجيريا. ويقع مقره في مدينة إلورين ويلعب مبارياته في استاد ولاية كوارة الذي يتسع لثمانية عشر ألف متفرج.